# Pokémon: Detective Pikachu
Pokémon: Detective Pikachu är en amerikansk familjefilm i regi av Rob Letterman och skriven av Nicole Perlman och Letterman, baserat på datorspelet Detective Pikachu från 2016. Filmen produceras av Warner Bros. Pictures och Legendary Pictures under licens från The Pokémon Company. Det kommer att bli den första live-actionfilmen baserad på Pokémon-franchisen. Ryan Reynolds gör rösten till detektiven Pikachu, med Justice Smith, Kathryn Newton och Ken Watanabe i live-action roller.
Filmen släpptes i RealD 3D den 10 maj 2019 i USA, vilket gör den till den första Pokémon-filmen som får en bred biopremiär i USA och den första som distribueras av Warner Bros. Pictures sedan Pokémon 3 2001. Filmen är den första Pokémon-filmen som släpps i Sverige odubbad med undertexter. Filmen hade biopremiär i Sverige den 8 maj 2019.

## Handling
Filmen handlar om Tim som åker till Ryme City efter sin fars död i en bilolycka. Väl där upptäcker han andra illdåd som är i görningen samt en talande Pikachu.

## Rollista
- Ryan Reynolds − Rösten till detektiv Pikachu
  - Ikue Ōtani − Pikachus originalröst
- Justice Smith − Tim Goodman
  - Max Fincham − Tim som 12 år gammal
- Kathryn Newton − Lucy Stevens
- Bill Nighy – Howard Clifford
- Ken Watanabe − Lt. Yoshida
- Chris Geere – Roger Clifford
- Suki Waterhouse – Ms. Norman
- Josette Simon – Tims farmor
- Alejandro De Mesa – Bartender
- Rita Ora – Dr. Ann Laurent
- Karan Soni − Jack
- Simone Ashley – Flickvän
- Edward Davis – Pojkvän
- Diplo – DJ
- Omar Chaparro − Sebastian
- Ben Fox – Polis i Ryme City
- Kadiff Kirwan – Ryme Citys Borgmästare
- Ryoma Takeuchi – Manlig Pokémontränare
- Rina Hoshida – Röst till Mewtwo
  - Kotaro Watanabe – Röst till Mewtwo
- Ryan Reynolds – Harry Goodman